# Thốt nốt
Thốt nốt (danh pháp hai phần: Borassus flabellifer) là loài thực vật thuộc họ Cau, bản địa của Nam Á và Đông Nam Á, phân bố từ Indonesia đến Pakistan. Tuy nhiên, vùng Tây Song Bản Nạp và Cảnh Hồng, Vân Nam, Trung Quốc cũng trồng loại cây này.

## Miêu tả
Thốt nốt là cây thân thẳng, tuổi thọ có thể trên 100 năm và có thể vươn cao 30 m. Cây có một vòm lá vươn rộng 3 mét theo chiều ngang. Thân cây to, trông giống thân cây dừa, được bao quanh bởi các sẹo lá. Cụm hoa là những bông mo, mang hoa đơn tính khác gốc. Thốt nốt cho từ 50 đến 60 quả/cây.
Thốt nốt có khả năng chịu khô hạn, ngập nước, ưa nắng nhưng không chịu rét. Thốt nốt non ban đầu sinh trưởng chậm, về sau mọc nhanh hơn.
Nhiều người nhầm lẫn loài cây bối đa (Corypha umbraculifera) với cây thốt nốt (Borassus flabellifer) được miêu tả trong Gia Định Thành thông chí của Trịnh Hoài Đức.

## Công năng

### Quả
Quả có đường kính 10,2 - 17,8 cm, vỏ đen, chia thành 3 hoặc 4múi. Mỗi múi to gấp hai hay ba lần múi mít, trắng ngần, mềm, ngọt mát và thơm hơn cùi dừa non. Phần cùi này được bao bọc trong một lớp vỏ lụa màu nâu vàng.

### Hoa
Khi cây ra hoa, vào chiều và tối, người ta buộc ống vào đầu cụm hoa, sau khi cắt một đoạn đầu hoa bằng đốt ngón tay, để qua đêm thu được chừng 1 lít nước. Thứ nước thu được trước buổi sáng có vị ngọt mát; thứ nước thu được vào buổi tối hoặc để lên men sẽ bị chua, được người dân ở vùng duyên hải Maharashtra, Ấn Độ dùng như một loại đồ uống có cồn.
Nước thốt nốt khi thắng lên sẽ cho ra đường thốt nốt có vị ngọt dịu.

### Mầm
Ở các bang Tamil Nadu và Andhra Pradesh, Ấn Độ, và ở Jaffna, Sri Lanka, người ta trồng cây thốt nốt rồi thu hoạch phần mầm dưới mặt đất để mang về luộc hoặc nướng ăn. Loại thức ăn này rất giàu chất xơ và bổ dưỡng.
Người ta cũng cắt phần vỏ cứng của hạt đã nảy mầm ra để lấy phần ruột giòn, có vị như củ năn ngọt.

### Lá

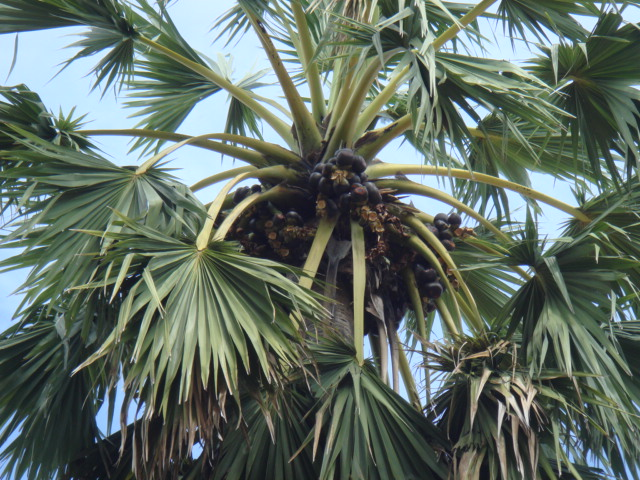
Tán lá

Lá thốt nốt được dùng lợp nhà, làm thảm, đan rổ, làm quạt, đan nón, làm ô hoặc dùng như giấy.
Tại Indonesia, lá cây được dùng như giấy trong văn hóa cổ. Người ta chọn lựa lá có kích thước, hình dáng, độ già phù hợp rồi luộc trong nước muối cùng bột nghệ (đóng vai trò chất bảo quản). Sau đó lá được đem phơi khô. Khi đã đủ khô, bề mặt lá được đánh bóng bằng đá bọt rồi đem cắt, đục lỗ ở góc. Mỗi lá được làm thành bốn trang giấy.
Cuống lá có cạnh sắc nhọn, có thể đóng thành hàng rào. Riêng phần vỏ của cuống lá có thể được tước ra dùng làm dây thừng. Ở vài vùng tại Tamil Nadu, Ấn Độ, lá cây thốt nốt được dùng khi chế biến bánh kolukattai - một dạng bánh bột gạo.

### Thân
Thân cây được dùng làm cột xây nhà, dầm cầu. Gỗ thốt nốt cứng, nặng, bền, có giá trị cao trong xây dựng.
Cây con được nấu làm rau ăn hoặc nướng hoặc nghiền làm bột.

## Trồng trọt
Thốt nốt là loại cây trang trí được ưa chuộng, được trồng trong vườn hay công viên như một loại cây cảnh.

## Biểu tượng văn hóa
Cây thốt nốt là loại cây được xem trọng trong văn hóa của người Tamil, được gọi là "Karpaha Veruksham" (tạm dịch: "cây trời") do tất cả bộ phận đều có công năng nào đó. Cây cũng là biểu tượng của Nam Sulawesi, Indonesia và của Campuchia.

## Hình ảnh

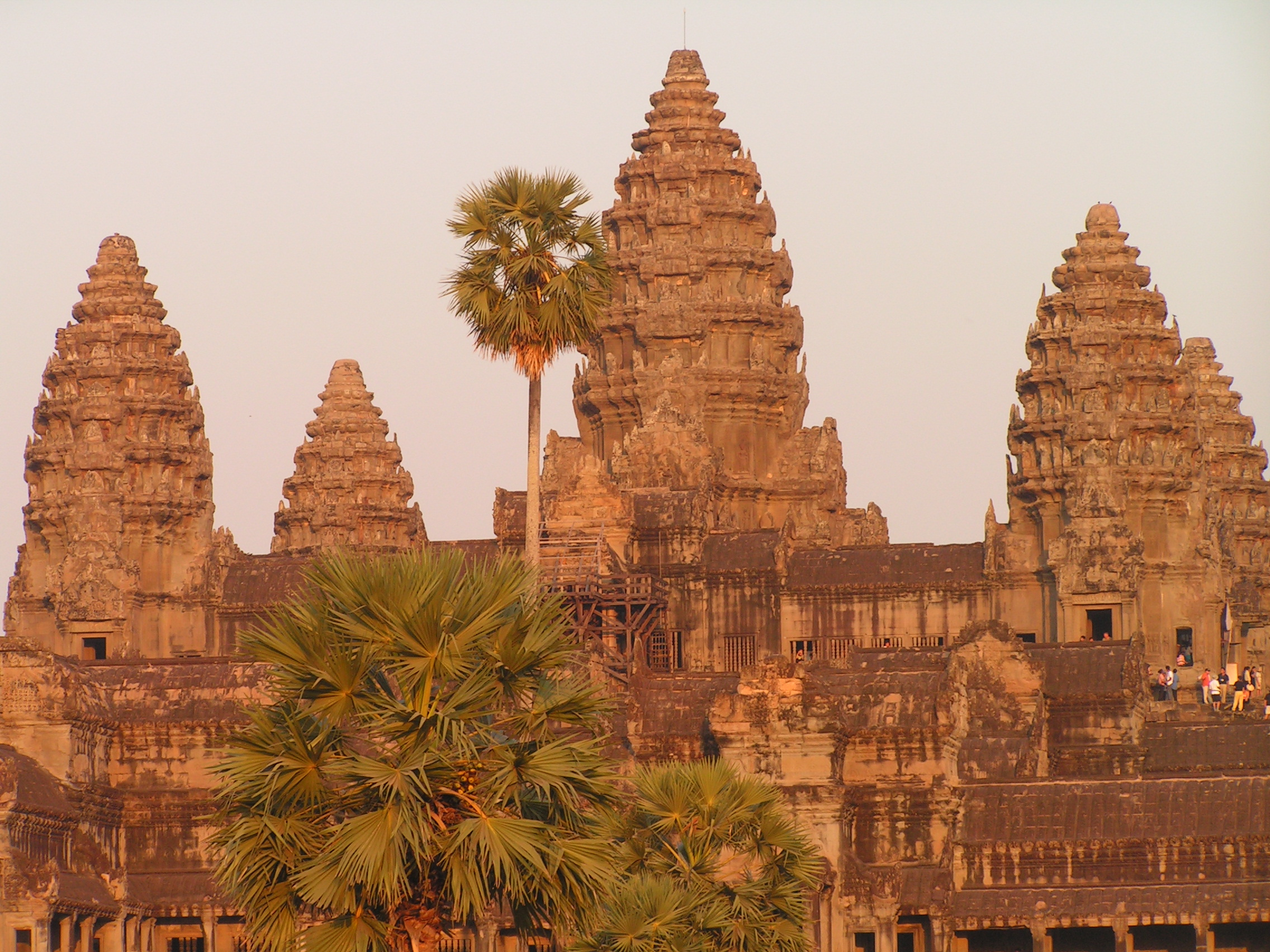
Thốt nốt tại Angkor Wat, Campuchia
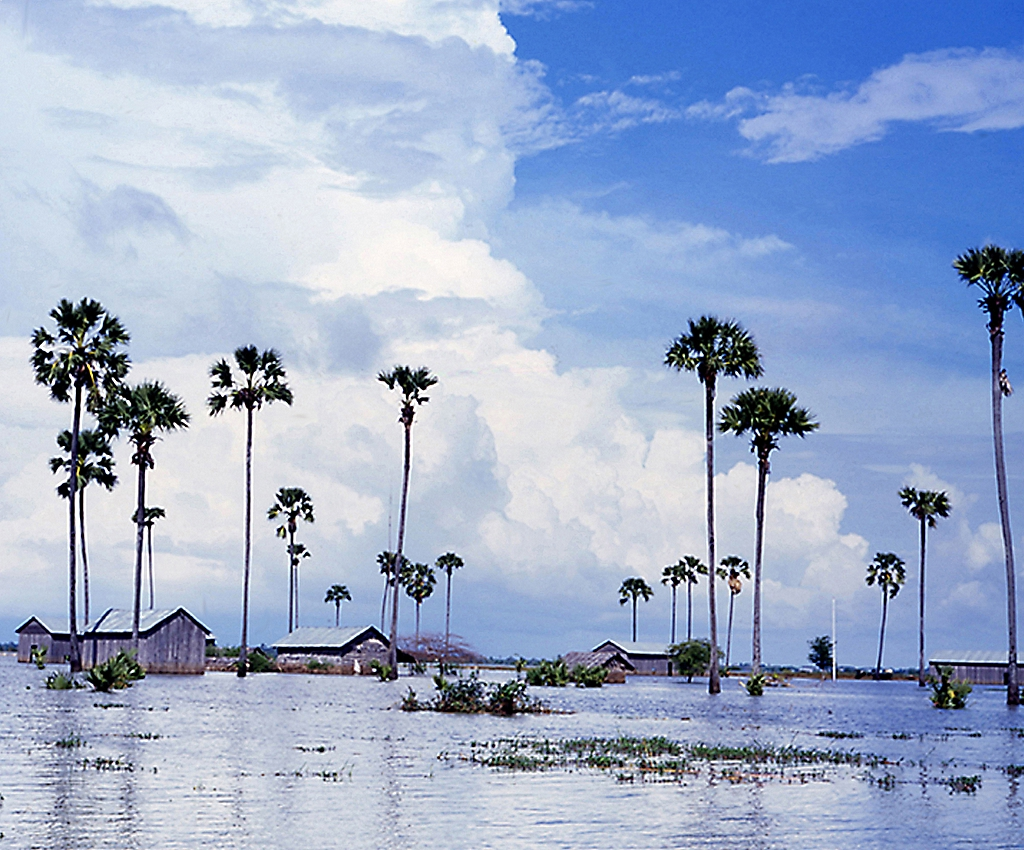
Hàng cây thốt nốt ở tỉnh Kampong Speu, Campuchia
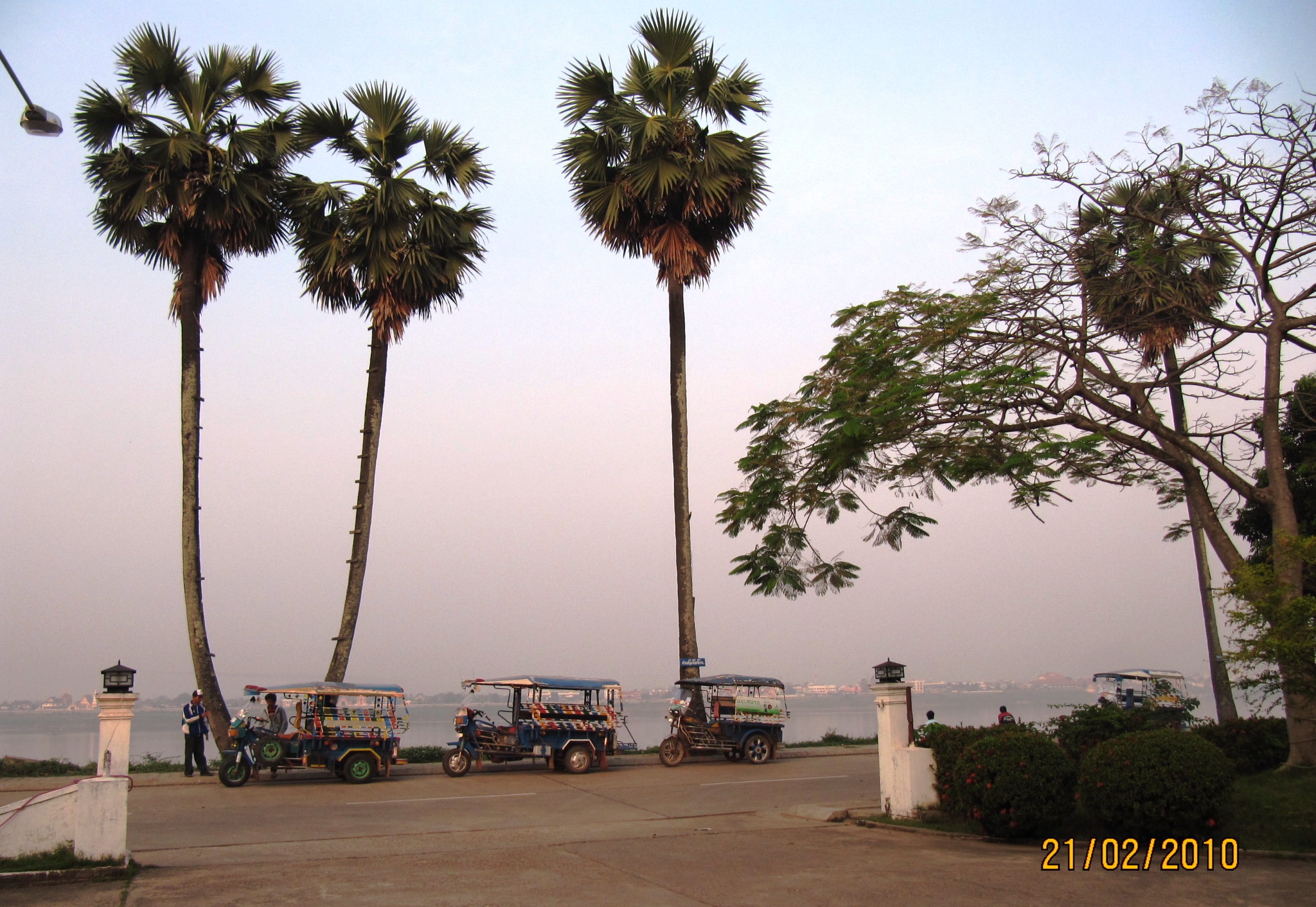
Cây thốt nốt và xe tuktuk trên bờ sông Mekong ở Thakhek, Lào
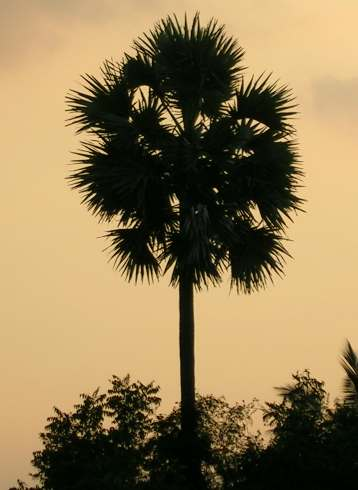
Cây thốt nốt
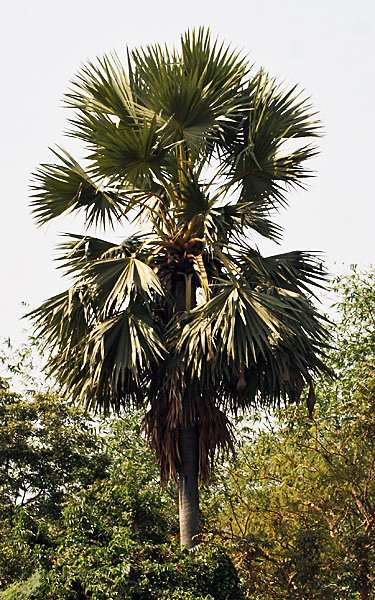
Cây thốt nốt
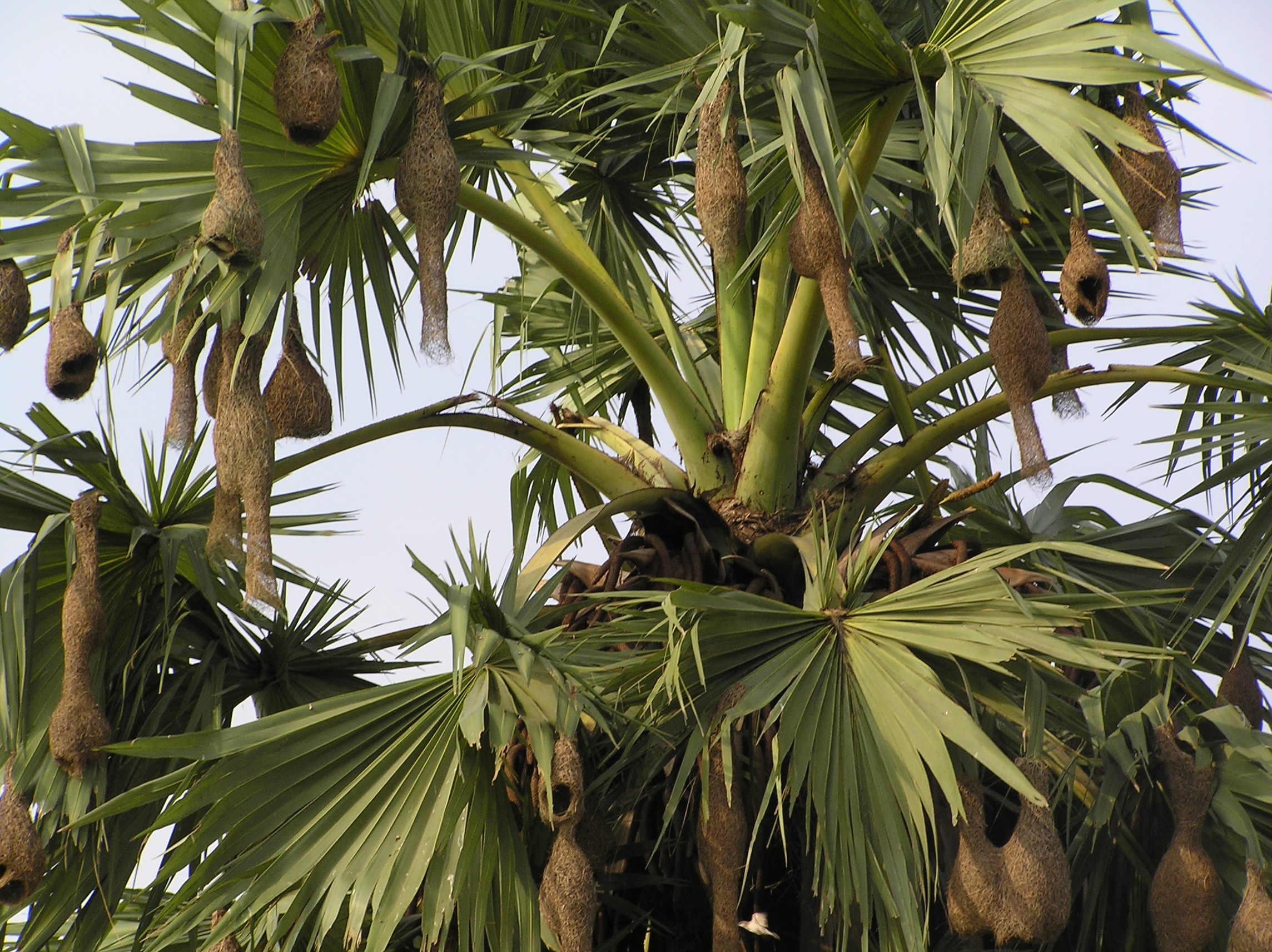
Ngọn cây thốt nốt có tổ chim
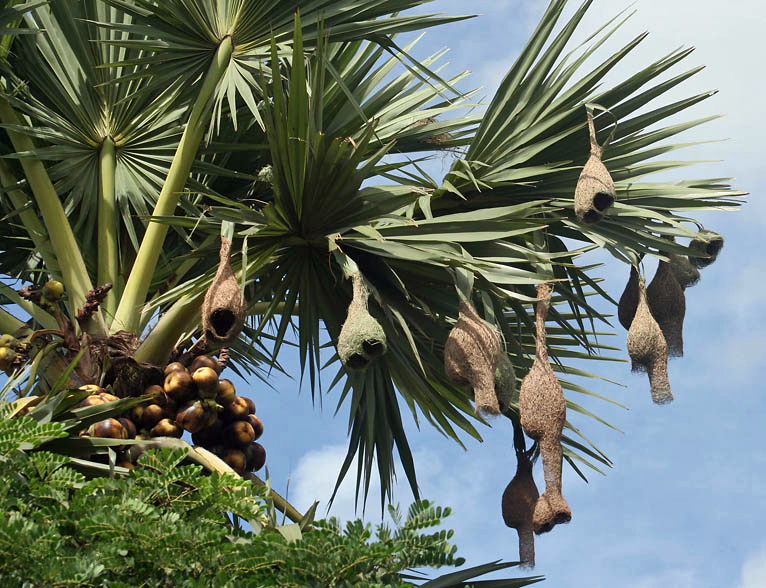
Tổ chim trên cây thốt nốt
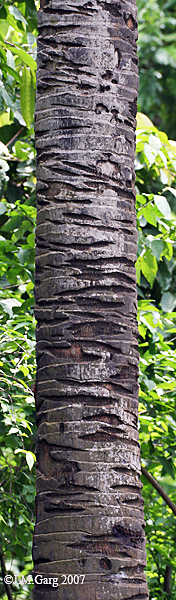
Thân cây
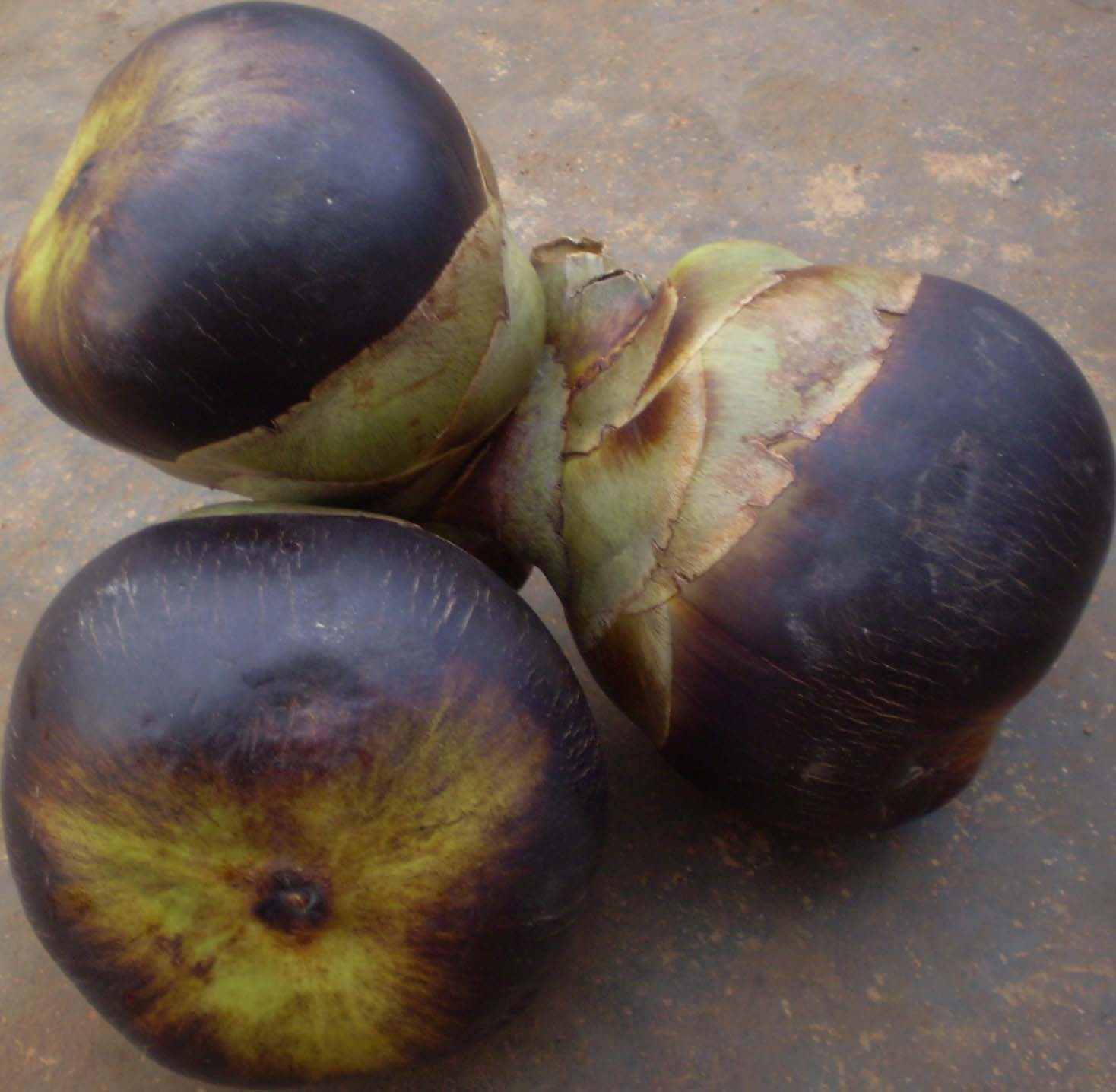
Quả thốt nốt ở Việt Nam.
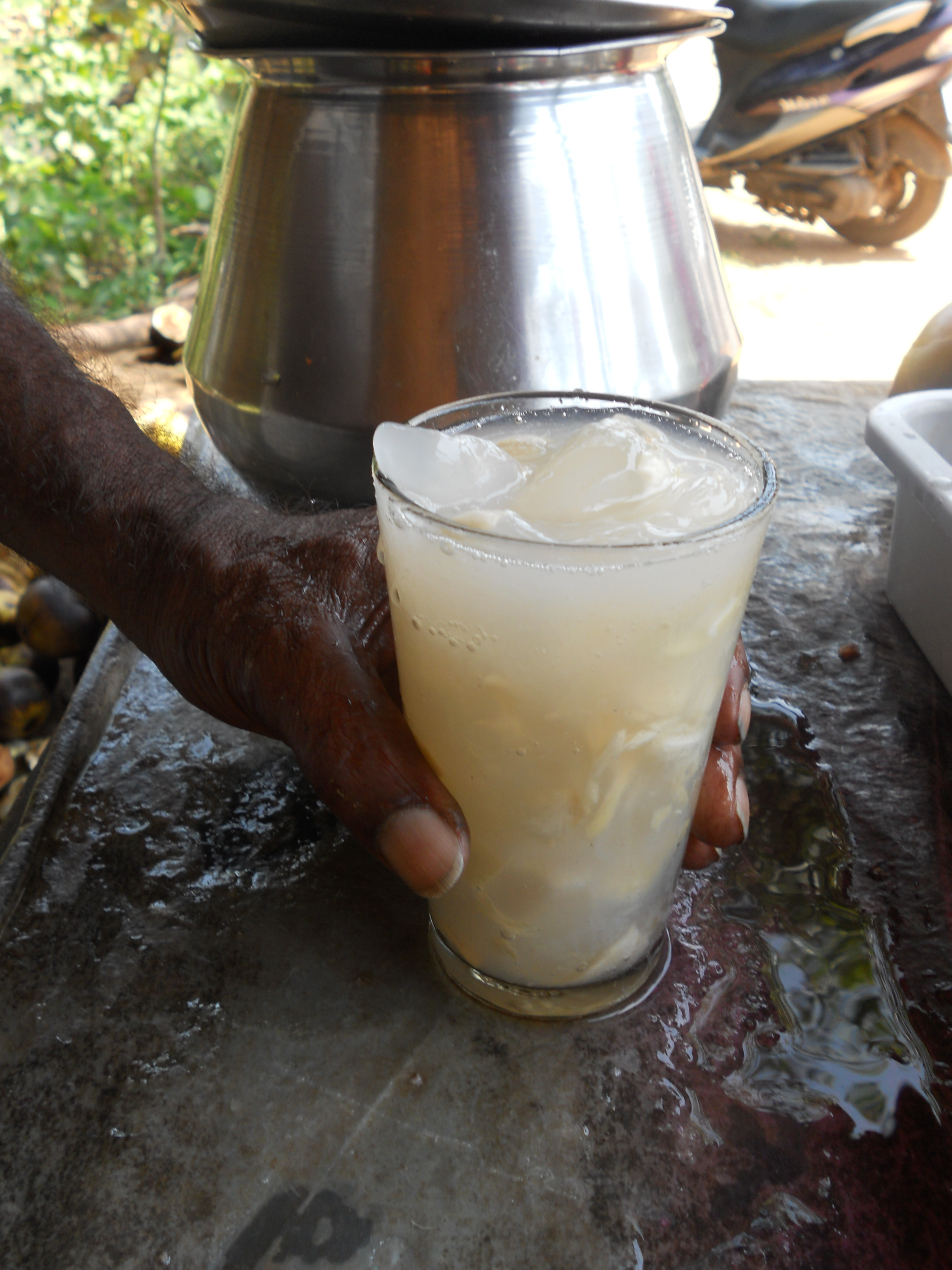
Nước thốt nốt được dùng như món giải khát ở Tamil Nadu, Ấn Độ.